# Plutarco (sofista)
Plutarco (em latim: Plutarchus) foi um sofista bizantino do começo do século V, ativo em Atenas sob o imperador Teodósio II (r. 408–450). Talvez era pai de Hiério. Em 408/410, estabeleceu em Atenas uma estátua honrando o prefeito pretoriano Hercúlio, enquanto ele próprio foi honrado pelos atenienses, que chamaram-o "rei do raciocínio" (Βασιλευς λογων) por custear três vezes o navio sagrado de Atena nas Panatenaicas.